# Етиопија на Летњим олимпијским играма 2016.
Етиопија је учествовала на Летњим олимпијским играма 2016. које су одржане у Рио де Жанеиру у Бразилу од 5. до 21. августа 2016. године. Олимпијски комитет Етиопије послао је 38 квалификованих спортиста у три спорта. Освојено је осам медаља од тога једна златна. Све медаље освојене су у атлетици.

## Освајачи медаља

### Злато
- Алмаз Ајана — Атлетика, 10000  м

### Сребро
- Гензебе Дибаба — Атлетика, 1500 м прсно
- Фејиса Лилеса — Атлетика, маратон

### Бронза
- Тирунеш Дибаба — Атлетика, 10000  м
- Тамират Тола — Атлетика, 10000  м
- Маре Дибаба — Атлетика, маратон
- Алмаз Ајана — Атлетика, 5000  м
- Хагос Гебривет — Атлетика, 5000  м

## Учесници по спортовима
| Спорт      | Мушкарци | Жене | Укупно |
| ---------- | -------- | ---- | ------ |
| Атлетика   | 16       | 19   | 35     |
| Бициклизам | 1        | 0    | 1      |
| Пливање    | 1        | 1    | 2      |
| 3 спорта   | 18       | 20   | 38     |